# Eysingahuis (Beetsterzwaag)
Het Eysingahuis is een monumentaal pand aan de Hoofdstraat 46 te Beetsterzwaag.

## Geschiedenis, naamgeving en bewoners
Het Eysingahuis in Beetsterzwaag bestond al in de 17e eeuw, als Ayso Johannes Hemminga, mederechter van Opsterland, het huis bewoont. Het huis heette oorspronkelijk Hemmingahuis of Hemmingastate en is als zodanig in de Schotanusatlas van 1718 te vinden. Het werd gebouwd door Ayso's vader Johannes Martinus, toen die in de eerste helft van de zeventiende eeuw van Kortehemmen naar Beetsterzwaag verhuisde. Ayso Johannes liet in zijn testament per fideï-commis vastleggen dat het huis met bijbehorende landerijen binnen de familie moest vererven. Dit werd al snel een vererving in vrouwelijke lijn. Via kleinzoon Ayso van Boelens kwam het aan diens achterkleindochter jkvr. Ypkjen Hillegonda van Eysinga, die getrouwd was met de burgemeester van Opsterland, jhr. Jan Anne Lycklama à Nijeholt. Het burgemeestersgezin woonde aan dezelfde straat op nummer 80, het Lycklamahuis. Vervolgens vererfde het Eysingahuis naar hun zoon  jhr. Tinco Martinus Lycklama à Nijeholt. De huidige naam ontleent het aan de eigenaars van het pand in de 18e eeuw: jhr. Binnert Philip van Eysinga en zijn echtgenote Eritia Ena Romelia barones van Lynden, in de volksmond 'beppe Eysinga'.

### Bewoners en functies
- Johannes Martinus Hemminga
- Ayso van Hemminga
- Ayso van Boelens (kleinzoon van Ayso Hemminga)
- Eritia Ena Romelia barones van Lynden (kleindochter van Ayso van Boelens), getrouwd met jhr. Binnert Philip van Eysinga
- Jkvr. Ypckjen Hillegonda van Eysinga  (dochter van Eritia Ena Romelia barones van Lynden), getrouwd met jhr. Jan Anne Lycklama à Nijeholt
- Jhr. Tinco Martinus Lycklama à Nijeholt (1868; zoon van jkvr. Ypckjen Hillegonda van Eysinga)

Hierna wordt het pand in gebruik genomen als:
- doktershuis (van o.a. dokter Jan Jacob Slauerhoff)
- politiebureau
- galerie genaamd "Ooggetuige", naar het oog boven de deur.

## Verbouwing en huidig aangezicht
Tinco Martinus liet het huis in 1870 verbouwen in een eclectische stijl. De architect was Klaas Jannes Prakken. Onder de goot bevinden zich consoles met gezichten. Voor het huis staan vier palen met stekelkettingen. Later heeft de woning gefungeerd als dokterswoning, als galerie en als politiebureau. Het pand werd in 1971 ingeschreven als rijksmonument in het monumentenregister.  In 1999 is het met behulp van architect G. Brouwer casco gerestaureerd met behoud van alle oude details en met aanpassing aan de eisen van de moderne tijd.

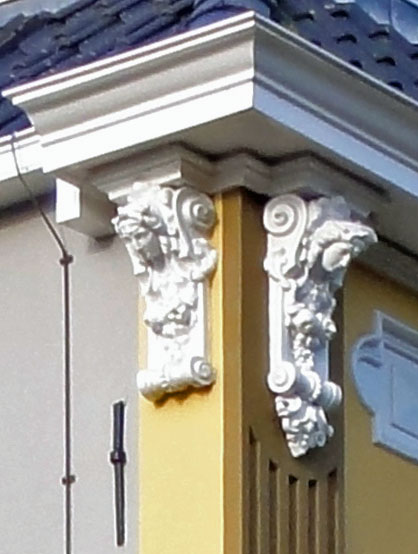
Twee consoles met maskers onder de goot (detail)
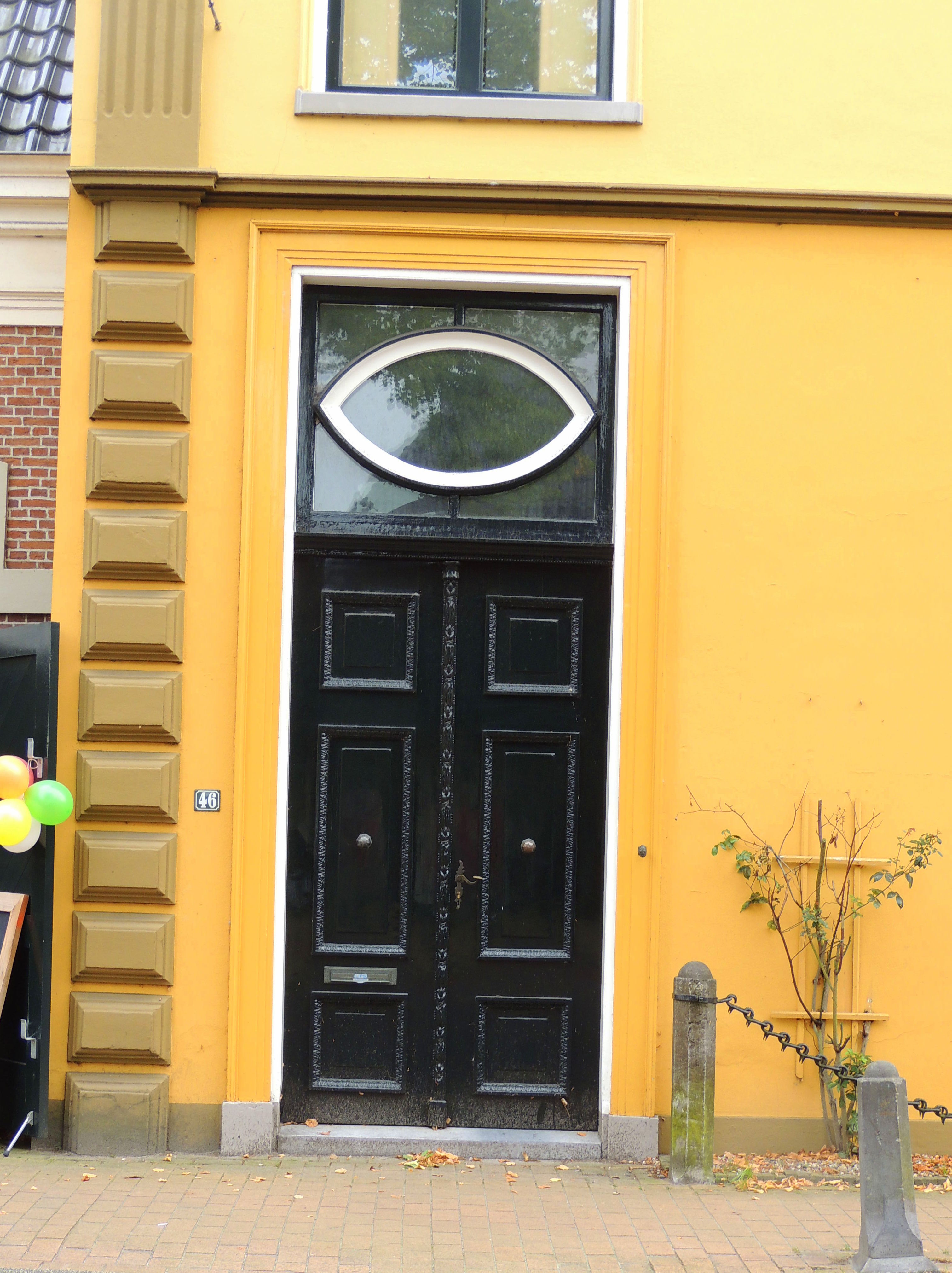
Voordeur van het Eysingahuis

## Trivia
In 1995 heeft de Academie voor de Streekgebonden Gastronomie het "Koock ende huyshoudt boeck; receptenboek van Hemminga-State te Beetsterzwaag; uit het archief van Harinxma thoe Slooten" uitgegeven. Het boek bevat recepten uit de zeventiende eeuw. Opmerkelijk is dat sommige recepten twee versies kennen met verschillende ingrediënten: een voor de familie en een voor 'het volk' ofwel het bedienend personeel.
1. ↑  J. Terluin, Beetsterzwaag, Beets en Olterterp in historisch perspectief, blz. 120